# 加賀武見
加賀 武見（かが たけみ、1937年9月8日 - ）は、青森県上北郡天間林村（現・七戸町）出身の元騎手・調教師。
妻の父はJRA元調教師の阿部正太郎。妻の弟はJRA調教師の阿部新生。義理の息子（娘の夫）はニューヨーク州にて開業するジョセフ・リー調教師。

## 経歴
七人兄弟の四男として生まれ、家には農耕馬が何頭もいた。
幼少時から農耕馬に跨がるのが好きな子供であったが 、兄たちが家を離れて働きに出たために、小学校を卒業した加賀は家業の農業を手伝うようになった。生活は苦しかったため、14歳の時に中学校を中退し、港湾労働者として和歌山県に出稼ぎに行く。その時に仕事が休みの日、近くにあった紀三井寺競馬場で生まれて初めて見た競馬に魅せられる。ちょうど、いとこに京都で騎手になっていた柴田不二男がいたため、加賀はすぐに「自分も騎手になりたい」と手紙を書いた。
1955年2月に柴田の紹介で京都・新堂捨蔵厩舎に入門するが、厳しい指導や減量に苦闘する。肉体労働で鍛えられた体を減量するために食いたくても食えず、何度も馬に蹴られ、乗り方が下手だと鞭で打たれた。その挙句、騎手試験にも落ちたため、家の事情で青森に帰らなければならなくなる。1956年にはいったん騎手を断念して帰郷し、横浜町の青森牧場に勤務。その頃近くにあった奥羽牧場にいた英ダービー2着馬で、後にメイズイなどの名馬を輩出する種牡馬のゲイタイムをたびたび見に行った。そこで金浜益三という男と知り合い、東京・杉浦照厩舎にいた金浜は、阿部正太郎厩舎で騎手を探しているが行ってみないか、と言った。どうしても騎手になる夢を諦められない加賀は家族を説得し、阿部本人にも牧場で見出されて、1957年に成人した加賀は再度厩舎に入門。改めて1960年に騎手免許を取得し、23歳でのデビューは当時としても遅いものであったが、それまで鬱憤していたものを一気に吐き出すような活躍を始めた。1年目に平地37勝、障害21勝で計58勝を挙げて、保田隆芳・野平祐二に次ぐ全国リーディング3位の成績を収め、当時の新人騎手最多勝利記録を達成。後に1987年に武豊に破られるまでの新人騎手最多勝記録であり、2008年に三浦皇成に破られるまで関東所属の新人騎手最多勝記録であった。
2年目の1961年は63勝でリーディング2位となり、中山大障害（春）をクニハヤで制すと、天皇賞（秋）をタカマガハラで制して八大競走・GI級レース初制覇を飾る。当時は春と同じ3200mであり、加賀は鐙が切れた状態でも3200mを走り切れる技量を持っていた。平地と障害の最高峰とされるレースを2年目で制してしまったわけだが、リーディングジョッキーにもなった1000勝騎手で中山大障害と天皇賞と東京優駿を勝っているのは加賀だけである。
3年目の1962年からは平地の騎乗に専念し、80勝で初めて1位に輝くと、1966年まで5年連続でリーディングジョッキーを獲得。初期の加賀は「逃げの加賀」と呼ばれ、スタートから勢いよく先頭に立って最後まで抜かせず、エネルギーがほとばしるような騎乗が真骨頂であった。馬の感情に逆らうことなく逃げ、ひた向きに勝とうとする気持ちが勝利を呼び込んでいった。本人は「逃げの加賀」と呼ばれることをあまり好まず、自分はどちらかといえば追い込むほうが好きだ、と雑誌のインタビューや対談で語っている。1963年には101勝を挙げて野平に続く2人目の年間100勝騎手になり、1965年には120勝を記録。同年は「逃げの加賀」を全国のファンに強く印象付け、牝馬クラシックの桜花賞をハツユキ、優駿牝馬をベロナで逃げ切って制覇し、史上初の違う馬で牝馬二冠を獲得。いずれも逃げ切りで勝っており、特にハツユキはレース直前に厩務員から「フケ（発情）の兆候が見られている。走らないかも」と言われていたが、それを逆手に取って「発情した牝馬は馬群に近づきやすい習性がある。それなら逃げてやろう」と考え、見事勝利に導いている。牡馬ではアサホコとのコンビで重賞戦線を活躍し、金杯（東）を4コーナー先頭から直線を押し切ると、アメリカジョッキークラブカップを3馬身半差の勝利、京王盃スプリングハンデキャップでは59kgを背負って差し切り勝ち、スワンステークスではバリモスニセイを退けて重賞4連勝を挙げる。阪神で行われた天皇賞（春）では三冠馬・シンザンとの対戦が注目されたが、シンザンは体調不良を理由に出走を回避し、同馬との対戦機会は失われた。迎えた当日は1番人気の支持を受けると、雨中の不良馬場を苦にせず2着ブルタカチホに7馬身差を付けて優勝、当時の中央競馬記録である重賞5連勝で八大競走制覇に導いた。
シンザンが勝った12月26日の第10回有馬記念では3番人気の逃げ馬ミハルカスに騎乗し、シンザンを相手に驚くべき逃げを見せて後世にまで語り継がれている。レース前から何とかしてシンザンに一泡吹かせようと考えていた加賀は、スタートから2番手以下を大きく離して逃げ、最後の4コーナーを回るとミハルカスを大外に導いた。追ってくるシンザンに雨で馬場が悪化したインコースを走らせようとしたが、シンザンは内どころか外埒一杯から追い込みに入る。この時一瞬だがシンザンが視覚から消えたために実況が一瞬言葉を詰まらせ、「ミハルカスとシンザンが埒に激突したのか?」と思った観客や関係者も多かった。結局シンザンはミハルカスに1馬身3/4差をつけてゴールし、以後はシンザンが通ったコースは「シンザンストレート」と呼ばれ、以後GIでこのコースを通って勝った馬は未だにいない。この有馬記念にシンザンは主戦騎手の栗田勝ではなく松本善登が騎乗したが、直前の12月18日のオープンの出走を巡って出走に消極的な栗田と武田文吾調教師が対立。結局武田が押し切る形で出走したが2着で、納得いかない栗田は阪神で騎乗予定があったにもかかわらず、レース前日に小料理屋で泥酔し競馬場に現れなかったため、騎乗停止処分を受けた。そのため、栗田の代打として翌週に迫った有馬記念の騎手に加賀の騎乗を打診したが、一旦は決まりかけていたものの土壇場でミハルカス出走が決定。加賀がミハルカス騎乗を選んだため、結局シンザンには武田の弟子であった松本が騎乗することとなった。なお、レース後加賀は松本に「よくあそこを通ってきたね」と声をかけたところ、松本は加賀に「あんた中山を知っているんでしょ?だからあそこを通れば大丈夫だと思った」と言っているが、一般的には武田も含めて前述のように馬場の悪いインコースへ追いやられるのを避けるための奇策と思われており、実際松本は武田からそのことで説教を受けている。ちなみに、松本の方が加賀より年上であり、先輩でもある。
1967年6月25日の新潟第9競走日本海ステークスでメジロカンゲツに騎乗するが、直線残り100mで骨折して落馬。このアクシデントによる戦線離脱のほか、交通事故にも遭ってリーディングの座を高橋成忠に奪われた。1968年と1969年は再びリーディングに返り咲き、当時40代を迎えていた保田・野平に代わって、1970年代に福永洋一が台頭するまでの間に7度のリーディングジョッキーを獲得。1968年には菊花賞をアサカオーで制するが、加賀は自ら「アサカオーのような根性のある馬が好き」と語っていた。1969年の安田記念では10番人気の牝馬・ハードウエイに騎乗し、飛ぶ鳥を落とす勢いであった3年目の岡部幸雄が跨がるハクセツを鼻差交わして勝利を収めた。
昭和40年代の半ばも過ぎると、激しく情熱的で勝利への執念を感じさせる騎乗スタイルから「闘将」と称されるようになり、以後日本中央競馬会のポスターでも使われるなど定着。その頃から加賀にとって最大のライバルであった郷原洋行と争いを繰り広げ、現役時代の最多勝争いはもちろんであったが、最大の見せ場はお互いに逃げ馬に騎乗した時であった。お互いに「こいつだけにはハナは譲るものか」と競りながら逃げ、そのまま決まることもあれば、逆に人気馬同士で並び立たずに共倒れという決着も見られた。
気持ちの強さは、騎乗ぶりの他に、日常の言動にも現れていた。記者から不用意な質問が出たりすると、「もう少し勉強してから聞きに来てよ。」とたしなめることもあった。レース当日はもとより、調教の時間帯など、厳しい表情と体から溢れる気迫で近寄れたものではなかったが、調教後には記者を相手に真剣に話した。加賀は記者にも理解しやすいような表現力を持ち、何といっても競馬に対する情熱が伝わってきたため、デイリースポーツ記者時代の原良馬は話を聞くたびに胸が高鳴った。
1972年には3月11日にオーストラリア・フレミントンで行われた「第10回アジア競馬会議国際招待競走」に参戦し、1600mのハンデ戦を6番人気の6歳馬・ブルーネロでスタートから先頭に立って鮮やかに逃げ切り優勝 。野平（1959年）、大和田稔（1971年）に次ぐオーストラリアの招待競走で勝利を収めた3人目の日本人騎手となった。11月18日には南アフリカのピーターマリッツバーグ・ターフクラブがスコッツビルで行う国際騎手招待競走にも指名で招待されて出場し、1着本賞金14000ランドの1600m戦で、11頭中11番人気の牡馬アズールに騎乗して5着と健闘 。この他にも4レースほど参加し、15頭立ての1000m戦で3歳牡馬ホープフルベンチャーに騎乗して優勝している。菊花賞のイシノヒカルは増沢末夫が騎乗し、その後の有馬記念でもコンビ続投となった。国内ではベルワイドで天皇賞（春）2勝目を挙げるが、この時は普段は褒めなかった師匠の阿部が珍しく褒めた。同馬は気性難で、嫌だと思ったら全然走らなかったが、スタンド前で先頭に立った時に、何の抵抗もなく、馬が動きたい時に、加賀はそれに上手く合わせて動けた。
1974年の天皇賞（秋）ではカミノテシオに跨がって馬場の真ん中から追い込むと、インから突き抜けた郷原のイチフジイサミの更に前へと切れ込んで突き抜けた騎乗は、そのぎりぎりの激しさで当時のファンを驚かせた。ひとつタイミングを間違えば進路妨害となってしまうレースで、加賀はライバルの馬を破った。
1975年からは日本騎手クラブの会長を務め、郷原が日本騎手クラブ関東支部の副会長であった。
東京優駿はなかなか勝てなかったが、1976年にクライムカイザーで制覇。逃げて直線を向いたトウショウボーイを横切るように交わしての勝利であった。これはインタビューでトウショウボーイの主戦騎手であった池上昌弘が漏らした「トウショウボーイは、寄られると怯む」という失言と、それを聞き逃さなかった加賀のプレーがもたらした名騎乗であるとされていたが、後に谷中公一との対談において加賀は「早仕掛けはクライムカイザーが行きたがったからであり、意識的に寄せていったわけでもない」と語り、この通説を否定している。一方の皐月賞には1961年から1979年まで19年連続で出走して「同一クラシック最多連続出場」を記録しているが、4回の2着が最高で、八大競走完全制覇を逃している。1979年の第24回有馬記念ではカネミノブで2連覇を狙ったが、最後の直線でメジロファントムに進路をカットされたことに怒り心頭となり、騎手仲間から異議申し立ての費用として必要な金を借りてまで審議を訴えたこともある。
1982年の皐月賞ではゲイルスポートに騎乗。このレースには華麗なる一族の出で当時の史上最高価格である1億8500万円で落札されたハギノカムイオーが出走しており、加賀は高額取引馬や良血馬に闘志をかき立てられる性格であったため、その性格に火が付いた加賀は「あいつに競馬の厳しさを心底から教え込んでやる」と公言。逃げてデビュー3連勝を飾っていたハギノカムイオーを先頭に立たせない意思を表明し、実際にレースでもスタート直後からハギノカムイオーと激しい先行争いを演じたが、レース中盤に失速して19着に大敗。逃げられなかったハギノカムイオーも16着と両者共倒れの結果に終わった。続くNHK杯でもハギノカムイオーに逃げを許さず、結果12着に敗れたハギノカムイオー陣営はダービーへの参戦を断念させられた。
1987年10月25日の東京第10競走晩秋特別をコバノリッチで逃げ切ったのが最後の勝利となり、1988年1月31日の東京第6競走4歳新馬・リキアイテイオー（13頭中13着）が最後の騎乗となった。1988年引退。騎手生活の成績は8664戦1352勝（うち障害競走128戦45勝）。
加賀の引退により郷原は会長を代行し、その後は加賀の後任として正式な会長に就任した。
引退後は1987年に新設された「1000勝以上の騎手は調教師免許試験1次試験を免除」の適用者第1号となり、1989年に厩舎を開業。
1年目の1989年は3月4日の中山第6競走4歳未勝利・スズスーパー（11頭中3着）で初出走を果たすと、同馬を出走させた同26日の中山第6競走4歳未勝利で初勝利を挙げる。
1989年は4勝、2年目の1990年は7勝、3年目の1991年は6勝であり、1992年に初の2桁となる12勝をマーク。1995年まで4年連続で2桁勝利を記録するが、1996年からは再び1桁台が続く。
1997年にはビルドアップリバーが札幌3歳ステークスで2着に入り、ダートグレード競走となった北海道3歳優駿にも出走させたが5着に終わる。1998年は京成杯で3着に入り、皐月賞・東京優駿にも出走させた。
2002年には7年ぶりの2桁となる12勝をマークし、オンワードメテオで東京ハイジャンプを制して重賞初制覇を飾ると、新潟ジャンプステークスで2勝目を飾る。
2004年まで3年連続2桁勝利を記録し、2005年にはアルゼンチン共和国杯で18頭中17番人気のブリットレーンがビッグゴールド・デルタブルース・ファストタテヤマ・マイソールサウンド・ダイタクバートラム・チャクラに先着する4着と健闘。
ブリットレーンはサクラローレル産駒にして母系も名牝コランディアに遡りベルワイドなどを輩出した典型的な長距離血統で、ブリットレーンも胴長でいかにもステイヤータイプであったため、入厩した当初から「いずれ距離の長い大きいところを狙いたい」と本馬に期待を寄せていた 。デビュー後は中長距離を舞台に堅実な走りを見せ、アドマイヤモナークらを抑えて快勝した湾岸Sの次走は天皇賞（春）となる。当日の加賀は「いい競馬をしてくれると思う」と笑顔で本馬を送り出し、結果は直線あわやの見せ場を作ったが後方に敗れている。
2006年に自身最後の2桁となる11勝をマークするが、1993年・1994年・2004年の13勝が最高成績であった。後輩の騎手に騎乗を依頼する時は馬の癖は伝えたが、乗り方については言わず、レース後に騎手の意見は必ず聞いた。
2008年1月27日の中山第9競走菜の花賞・デヴェロッペが最後の勝利となったが、初の芝で16頭中10番人気の低評価を覆しての逃げ切り勝ちであり、引退前日となった2月23日のクイーンカップでも逃げてリトルアマポーラの4着に粘った。デヴェロッペはオーナーが加賀の定年を承知の上で預託した馬で、デビューの際には「最後の新馬勝ちを決めましょう」と言って予言通りになったほか、加賀も「桜花賞を狙えるだけの馬。相手うんぬんではなく、自分のリズムで競馬さえできれば」、「桜花賞を狙える馬と思っている。いい形で次の人に渡さなければならない」というほどの逸材であった。
引退日となった翌24日は東京・京都で2頭ずつの計4頭を出走させ、最高は東京第7競走4歳以上500万下・ワンダーティンバーの3着、最後の出走は東京第10競走アメジストステークス・ワンダードリーム（14頭中12着）であった。2008年引退。

## 主な騎乗馬

### 八大競走優勝馬
- タカマガハラ（1961年天皇賞 (秋)・東京杯・目黒記念 (秋)、1962年アメリカジョッキークラブカップ）
- ハツユキ（1965年桜花賞）
- アサホコ（1965年天皇賞 (春)・金杯 (東)・アメリカジョッキークラブカップ・京王杯スプリングハンデキャップ・スワンステークス）
- ベロナ（1965年優駿牝馬）
- アサカオー（1968年菊花賞・弥生賞・日本短波賞・セントライト記念、1969年アメリカジョッキークラブカップ）
- ベルワイド（1972年天皇賞 (春)、1971年セントライト記念、1973年目黒記念 (秋)）
- カミノテシオ（1974年天皇賞 (秋)、1973年京成杯）
- イシノアラシ（1975年有馬記念・セントライト記念）
- クライムカイザー（1976年東京優駿・京成杯・弥生賞）
- カネミノブ（1978年有馬記念・アルゼンチン共和国杯・日本経済賞、1980年目黒記念 (春)・毎日王冠）

### その他重賞勝ち馬
- ミワヒカリ（1960年東京アラブ障害特別）
- クニハヤ（1961年中山大障害 (春)）
- シンコウ（1961年中山アラブ障害特別）
- キングハルオー（1961年読売カップ (春)）
- オヤシオ（1962年NHK杯）
- エムローン（1962年毎日王冠、1963年アルゼンチン共和国杯）
- アサリュウ（1963年目黒記念 (春)）
- アサマフジ（1963年東京杯）
- ナスノミドリ（1963年中山記念）
- カネノヒカル（1963年日本短波賞）
- ハーバーヒカリ（1964年目黒記念 (春)）
- ブルタカチホ（1964年カブトヤマ記念）
- ミハルカス（1965年オールカマー）
- ハイアデス（1965年京成杯3歳ステークス）
- ホウゲツオー（1967年京成杯、東京4歳ステークス）
- リコウ（1967年アメリカジョッキークラブカップ）
- カネハヤテ（1969年NHK杯）
- ハードウェイ（1969年安田記念）
- アローエクスプレス（1969年京成杯3歳ステークス、朝日杯3歳ステークス、1970年NHK杯）
- マスミノル（1970年東京新聞杯）
- マキノホープ（1970年オールカマー）
- ジョセツ（1971年ダービー卿チャレンジトロフィー）
- カツタイコウ（1972年目黒記念 (秋)）
- アイズムサシ（1973年アラブ王冠 (春)）
- ヒロクニ（1974年目黒記念 (春)）
- イシノマサル（1975年京都大賞典）
- トウショウロック（1975年ステイヤーズステークス）
- ソーウンムサシ（1976年函館3歳ステークス）
- タイガーボーイ（1985年セントライト記念）

その他
- イシノヒカル
- カネミカサ
- カネヒムロ
- カブトシロー
- キョウエイプロミス
- ツキサムホマレ
- トウコウエルザ
- ヒデコトブキ
- ホリスキー
- メジロアサマ
- メジロイーグル
- ヤマトキヨウダイ

### タイトル
- 最多勝利：7回（1962年 - 1966年、1968年、1969年） ※7回は武豊・福永洋一に次ぐ歴代3位、5年連続は武・福永に次ぐ歴代4位タイ
  - 関東リーディング：8回（1962年 - 1966年、1968年 - 1969年、1971年） ※8回は岡部幸雄に次ぐ歴代2位、5年連続は岡部・戸崎圭太に次ぐ歴代3位タイ
- 最高勝率：4回（1963年、1965年、1968年、1971年） ※JRAでは1987年より表彰
- 最多賞金獲得：7回（1962年 - 1966年、1968年、1969年） ※7回は武豊・福永洋一に次ぐ歴代3位タイ、5年連続は武・福永に次ぐ歴代4位タイ。JRAでは1987年より表彰
- 騎手大賞：3回（1963年、1965年、1968年） ※3回は歴代3位。JRAでは1987年より表彰
- 最多勝利新人（1960年） ※JRAでは1987年より表彰

## 調教師成績
- 中央 - 3441戦178勝
- 地方 - 155戦12勝

主な管理馬
- オンワードメテオ（2002年東京ハイジャンプ・新潟ジャンプステークス）

主な厩舎所属者
※太字は門下生。括弧内は厩舎所属期間と所属中の職分。
- 岩城博俊（1989年-1995年 調教助手）
- 加藤征弘（1991年 厩務員）
- 横山義行（1992年-1998年 騎手）